# Małgorzata Rydz
Małgorzata Rydz (* 18. Januar 1967 in Kłobuck als Małgorzata Kapkowska) ist eine ehemalige polnische Leichtathletin, die sich auf den Mittelstreckenlauf fokussiert hat. Sie zählt zu den erfolgreichsten polnischen Mittelstreckenläuferinnen der 90er Jahre und feierte ihre größten Erfolge mit dem Gewinn der Bronzemedaille über 1500 Meter bei den Halleneuropameisterschaften 1994 und 1996.

## Sportliche Laufbahn
Erste internationale Erfahrungen sammelte Małgorzata Rydz im Jahr 1989, als sie bei den Halleneuropameisterschaften in Den Haag in 4:09,42 min den fünften Platz im 1500-Meter-Lauf belegte. Anschließend gelangte sie bei den Hallenweltmeisterschaften in Budapest mit 4:17,53 min auf Rang acht. Im Jahr darauf schied sie bei den Halleneuropameisterschaften in Glasgow mit 4:22,75 min im Vorlauf aus und 1991 schied sie bei den Hallenweltmeisterschaften in Sevilla mit 2:03,54 min im Halbfinale im 800-Meter-Lauf aus. Im August belegte sie bei den Freiluft-Weltmeisterschaften in Tokio in 4:05,52 min im Finale den achten Platz über 1500 Meter. 1992 klassierte sie sich bei den Olympischen Sommerspielen in Barcelona mit 4:01,91 min im Finale den siebten Platz über 1500 Meter und anschließend wurde sie beim IAAF World Cup in Havanna in 4:18,16 min Zweite hinter Jekaterina Podkopajewa vom Vereinten Team. Im Jahr darauf kam sie bei den Hallenweltmeisterschaften in Toronto im Finale über 1500 Meter nicht ins Ziel und im Sommer schied sie bei den Freiluft-Weltmeisterschaften in Stuttgart mit 4:14,75 min im Vorlauf aus. Zudem kam sie beim IAAF Grand Prix Final in London nicht ins Ziel. 1994 gewann sie bei den Halleneuropameisterschaften in Paris in 4:06,98 min die Bronzemedaille hinter den Russinnen Jekaterina Podkopajewa und Ljudmila Rogatschowa. Im August belegte sie bei den Freiluft-Europameisterschaften in Helsinki in 1:59,12 min den vierten Platz über 800 Meter und gelangte über 1500 Meter mit 4:19,80 min auf Rang fünf. Im Jahr darauf wurde sie bei den Weltmeisterschaften in Göteborg in 4:20,83 min im Finale Zwölfte über 1500 Meter. 1996 gewann sie bei den Halleneuropameisterschaften in Stockholm in 4:10,50 min erneut die Bronzemedaille, diesmal hinter der Portugiesin Carla Sacramento und Jekaterina Podkopajewa aus Russland. Im Juli nahm sie erneut an den Olympischen Sommerspielen in Atlanta teil und belegte dort in 4:05,92 min im Finale den achten Platz. 1997 kam sie bei den Hallenweltmeisterschaften in Paris im Vorlauf über 1500 Meter nicht ins Ziel. Im August gelangte sie bei den Weltmeisterschaften in Athen mit 4:13,25 min auf den zwölften Platz über 1500 Meter und schied über 800 Meter mit 2:05,00 min im Halbfinale aus. 2002 beendete sie ihre aktive sportliche Karriere im Alter von 35 Jahren.
In den Jahren 1988, von 1991 bis 1993 und 1995 wurde Rydz polnische Meisterin im 800-Meter-Lauf sowie von 1988 bis 1997 über 1500 Meter. Zudem wurde sie 1992 Landesmeisterin in der 4-mal-400-Meter-Staffel. In der Halle wurde sie von 1989 bis 1991 sowie 1993 und 1994 Landesmeisterin über 800 Meter sowie von 1988 bis 1992 im 1500-Meter-Lauf.

## Persönliche Bestleistungen
- 800 Meter: 1:59,12 min, 10. August 1994 in Helsinki
  - 800 Meter (Halle): 2:02,02 min, 11. Februar 1996 in Karlsruhe
- 1500 Meter: 4:01,91 min, 8. August 1992 in Barcelona
  - 1500 Meter (Halle): 4:06,98 min, 13. März 1994 in Paris
- Meile: 4:27,37 min, 14. August 1996 in Zürich